# 羅賓漢崛起
是一部2018年美國動作冒險片，由奧圖·巴瑟赫斯特執導，喬比·哈諾德撰寫劇本。其劇情改編自英國傳說人物羅賓漢。電影主演包括泰隆·艾格頓、傑米·福克斯、伊芙·休森、班·曼德森、傑米·道南、提姆·明欽、比約·班特森和保羅·安德森。
《羅賓漢崛起》由頂峰娛樂發行，2018年11月21日在美國上映（含IMAX版本）。

## 劇情
羅賓漢參加十字軍東征後回到家鄉，本以為能安穩度日，卻目睹在暴政統治下，社會充斥犯罪和酷吏，人民在政府暴行下叫苦連天。為了找回和平，羅賓漢聯手正義的夥伴，試圖對抗這群暴虐、腐敗的官吏和貴族，重建美麗家園。

## 演員
- 泰隆·艾格頓飾演羅賓漢
- 傑米·福克斯飾演小約翰
- 伊芙·休森飾演瑪莉安（英语：Maid Marian）
- 班·曼德森飾演諾丁漢郡長（英语：Sheriff of Nottingham）
- 提姆·明欽飾演塔克牧師（英语：Friar Tuck）
- 傑米·道南飾演威爾·史考利（英语：Will Scarlet）
- 保羅·安德森飾演吉斯本的蓋伊（英语：Guy of Gisborne）
- 喬許·赫德曼（英语：Josh Herdman）飾演義賊
- 比約·班特森（英语：Björn Bengtsson）飾演泰登（Tydon）

## 製作

### 拍攝
主要攝影於2017年2月20日在克羅地亞杜布羅夫尼克的不同地點開始進行，而電影大部分都是在匈牙利布達佩斯拍攝。拍攝於2017年5月19日結束。

## 發行
《羅賓漢崛起》在美國由頂峰娛樂發行，2018年11月21日上映，包含IMAX版本。此前，該片的美國上映日為2018年9月21日。

## 迴響

### 評價
《羅賓漢崛起》整體獲得負面的評價。總匯媒體網站爛番茄根據169條評論，該片新鮮度僅15%，平均得分為3.9/10。在Metacritic上的得分為32分（滿分為100分）。根據CinemaScore調查，觀眾的反應在A+至F間落於「B」，而PostTrak則指出，觀眾給出了75%的正面評分，但給予「推薦」的觀眾卻低於43%。

### 票房
在美國和加拿大，《羅賓漢崛起》與《金牌拳手：父仇》、《無敵破壞王2：網路大暴走》及《幸福綠皮書》同天上映並競爭，外界預估《羅賓漢崛起》在其為期五天的開盤首週將從2700間戲院中取得1300萬至1500萬美元。該片於首日賺了320萬美元，其中包括先前的120萬美元（週二晚間先行場的80萬美及週一晚間預售額的40萬美元）。《羅賓漢崛起》的美國首週末開盤僅900萬美元（五天總計1420萬美元），位居當週票房排名第七。該片的製片預算達1億美元，Deadline Hollywood將該片列為票房炸彈，主要歸咎於差評和難以回收的成本。

## 外部連結
- 互联网电影数据库（IMDb）上《羅賓漢崛起》的资料（英文）
- Box Office Mojo上《羅賓漢崛起》的資料（英文）
- 爛番茄上《羅賓漢崛起》的資料（英文）
- Metacritic上《羅賓漢崛起》的資料（英文）
- AllMovie上《羅賓漢崛起》的资料（英文）
- 開眼電影網上《羅賓漢崛起》的資料（繁體中文）
- 时光网上《羅賓漢崛起》的資料（简体中文）
- 豆瓣电影上《羅賓漢崛起》的資料 （简体中文）